# 舍得彝族乡
舍得彝族乡是中华人民共和国云南省文山壮族苗族自治州丘北县下辖的一个民族乡。

## 行政区划
舍得彝族乡下辖以下村级行政区划单位：
舍得村、落母村、喜鹊落村、卜戛村、礓嚓村、陆良村和矣白村。